# Sangalopsis ino
Sangalopsis ino är en fjärilsart som beskrevs av Thierry-mieg 1893. Sangalopsis ino ingår i släktet Sangalopsis och familjen mätare. Inga underarter finns listade.